# Active Height Control
Active Height Control w skrócie AHC, jest to system umożliwiający ręczne ustawienie wysokości zawieszenia w pojeździe. Kierowca może sam obniżać lub podwyższać zawieszenie pojazdu. System ten potrafi także automatycznie ustawić wysokość pojazdu w zależności od prędkości.